# Sorokyne
Sorokyne (ukrainsk: Сорокине}; russisk: Сорокино) er en by i Luhansk oblast (region) i det østlige Ukraine. Den er en by af regional betydning og fungerer som administrativt centrum for Krasnodon rajon (distrikt), selvom den ikke tilhører rajonen. I 2021 havde byen 42.582 indbyggere.
Indbyggertallet i Sorokyne var i 1972 på 70.400, i 1989 var det ca. 53.000, i 2001 var det 49.921.
I 2016 blev byen omdøbt til Sorokyne som en del af afkommunisering i Ukraine.

## Historie
Krasnodon blev etableret i 1914 ved bredden af Velyka Kamyanka, en biflod til floden Siverskyj Donets. Den blev hurtigt et af centrene for kulminedrift i Donbass-regionen.
Siden 2014 har Krasnodon været kontrolleret af Folkerepublikken Lugansk og ikke af de ukrainske myndigheder. 28. august 2014 offentliggjorde NATO satellitdata fra 21. august 2014, og bekræftede at de viste en stor kolonne af pansrede køretøjer, der krydsede ind i Ukraine fra Rusland gennem Krasnodon. 

## Demografi
Ifølge denUkrainske folketælling 2001:
Etnicitet
- Russere: 63,3%
- Ukrainere: 33.2%
- Hviderussere: 1.3%
- Andre: 2,2 %.

Sprog
- Russisk: 90.75%
- Ukrainsk: 8.46%
- Romani: 0.17%
- Armensk: 0.15%
- Hviderussisk: 0.12%